# ساکروز اکتااستات
ساکروز اکتااستات (به انگلیسی: Sucrose octaacetate) با فرمول شیمیایی C۲۸H۳۸O۱۹ یک ترکیب شیمیایی با شناسه پاب‌کم ۳۱۳۴۰ است. که جرم مولی آن ۶۷۸٫۵۹ g/mol می‌باشد. شکل ظاهری این ترکیب، needles است.